# Хасанов Юрій Рустамович
Юрій Рустамович Хасанов (6 травня 1999 — 25 березня 2022) — старший солдат підрозділу Збройних Сил України, учасник російсько-української війни, який загинув у ході російського вторгнення в Україну в 2022 році.

## Життєпис
Народився 6 травня 1999 року в с. Привітів Любарської селищної територіальної громади на Житомирщині. 
Закінчив місцеву школу, відслужив строкову службу спочатку в Калинівці на Вінниччині, а згодом у Новоград-Волинському на Житомирщині. Після проходження строкової військової служби уклав контракт. За короткий час освоїв нові навички володіння СПГ-9. Службу проходив на посаді навідника обслуги гранатомета механізованого взводу 30-ї окремої механізованої бригади імені Князя Костянтина Острозького.
25 березня 2022 року загинув в боях з агресором в ході відбиття російського вторгнення в Україну на Донеччині. 30 березня 2022 року воїна провели дорогою останньою земною у вічність.

## Родина
Залишилися батьки та троє сестер.

## Нагороди
- орден За мужність III ступеня (2022, посмертно) — за особисту мужність і самовіддані дії, виявлені у захисті державного суверенітету та територіальної цілісності України, вірність військовій присязі[3].